# Tristan Peersman
Tristan Peersman (* 28. September 1979 in Antwerpen) ist ein ehemaliger belgischer Fußballtorwart, der die letzten Jahre seiner Karriere als Aktiver nur noch unterklassig verbrachte.
Er absolvierte im Jahre 2004 vier Länderspiele für die belgische Fußballnationalmannschaft. Nach einer Serie von schlechten Spielen in der Saison 2004/05 wurde der Torwart vom RSC Anderlecht auf die Transferliste gesetzt und unterzeichnete am 30. Dezember 2005 einen Vertrag zugunsten von Willem II. Im Jahr 2007 wechselte er von Willelm II Tilburg nach Griechenland zur OFI Kreta. Seine letzte Station als Aktiver hatte er bis Sommer 2014 beim KSV Temse, bei dem er ein Jahr zuvor einen Einjahresvertrag unterschrieb.